# Кончини, Эннио де
Эннио де Кончини (итал. Ennio De Concini; 9 декабря 1923, Рим — 17 ноября 2008, там же) — итальянский сценарист и режиссёр, выиграл премию Американской киноакадемии в 1962 году в категории «Лучший оригинальный сценарий» за фильм «Развод по-итальянски».
Он был одним из сценаристов фильма 1969 года «Красная палатка» с Шоном Коннери в главной роли, который был основан на рассказе о неудачной экспедиции Умберто Нобиле 1928 года на Северный полюс на дирижабле «Italia». Среди других его 60 фильмов: «Твист» (1976), «Четыре всадника Апокалипсиса» (1975), «Гитлер: Последние десять дней» (1973), «Война миров» (1961), «Маска Сатаны» (1960), «Длинная ночь 1943» (1960), «Крик» (1957), «Война и мир» (1956), и «Мамбо» (1954). Также он написал сценарии для нескольких эпизодов сериала «Спрут».

## Фильмография
- 1958 — Подвиги Геракла
- 1959 — Проклятая путаница
- 1961 — Константин Великий
- 1961 — Мадам Беспечность
- 1961 — Колосс Родосский
- 1964 — Они шли на Восток
- 1966 — Операция «Святой Януарий»
- 1971 — Лук Робина Гуда
- 1973 — Гитлер: Последние десять дней